# Hubert Janitschek
Hubert Janitschek, né le 30 octobre 1846 à Troppau et mort le 21 juin 1893 à Leipzig, est un historien de l'art autrichien.

## Biographie
De 1868 à 1873, il est étudiant à l'Université de Graz. À cette époque, il se lie d'amitié avec Peter Rosegger. De 1873 à 1877, il est étudiant en Italie. A son retour, il devient conservateur au Musée des arts appliqués de Vienne et obtient, en 1878, son doctorat d'État en histoire de l'art de l'Université de Vienne. Il est ensuite professeur en histoire de l'art à l'Université de Prague à partir de 1879, à l'Université de Strasbourg à partir de 1881, puis à l'Université de Leipzig à partir de 1891. En décembre 1892, il devient membre de l'Académie des sciences de Saxe.
Ses travaux ont porté en particulier sur Leon Battista Alberti, l'art de la Renaissance et l'art préroman. En 1890, il introduit la notion d'art ottonien, en particulier dans l'architecture et l'enluminure, en laissant ouverte la question de la date de fin de la période ottonienne (début ou fin du XIe siècle).
Il a notamment eu pour élèves Georg Dehio, Aby Warburg, Paul Clemen et Wilhelm Vöge.
En 1882, il épouse l'écrivain Maria Tölk.

## Œuvres
- Leone Battista Albertis kleinere kunsttheoretische Schriften. Wien: W. Braumüller, 1877, Nachdruck Osnabrück 1970
- Die Gesellschaft der Renaissance in Italien und die Kunst. Stuttgart: W. Spemann, 1879.
- Zwei Studien zur Geschichte der karolingischen Malerei. In Strassburger Festgruss an Anton Springer zum 4. Mai 1885. Stuttgart: Spemann, 1885, S. 1–30.
- Die Geschichte der deutschen Malerei, als Band 3 der Geschichte der Deutschen Kunst, Berlin: Grote 1886, Nachdruck Paderborn: Salzwasser Verlag 2012, Archive
- Die Kunstlehre Dantes and Giottos Kunst. Leipzig: Brockhaus, 1892.